# NGC 4415
NGC 4415 (другие обозначения — UGC 7540, MCG +2-32-52, CGCG 70-78, VCC 929, PGC 40727) — галактика в созвездии Девы.
Имеет высокую металличность, около −0,5, в сравнении с другими карликовыми эллиптическими галактиками в скоплении Девы. Это следует из довольно красного показателя цвета B−R. Возраст звёздного населения в ней составляет 9,6 миллиарда лет.
Этот объект входит в число перечисленных в оригинальной редакции «Нового общего каталога».